# Manoel Raymundo Soares

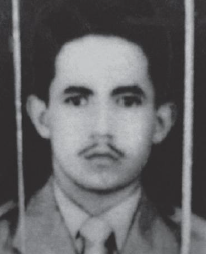
Sargento Manoel Raymundo Soares

Manoel Raymundo Soares (Belém, 15 de março de 1936 - Porto Alegre, entre 13 e 20 de agosto de 1966) foi um sargento do Exército Brasileiro. Sua morte é considerada uma das primeiras provocada pela Ditadura Civil-Militar Brasileira, conhecido como Caso das Mãos Amarradas.

## Biografia
Manoel nasceu em uma família pobre de Belém e não chegou a conhecer o pai. Aos 17 anos, deixou a casa em busca de oportunidades no Rio de Janeiro, onde entrou para o exército. Na caserna, desenvolveu o gosto pela leitura e passou a ter liderança entre os colegas de farda. Passou a lutar pelos direitos de cidadão e pela democratização das Forças Armadas.
As primeiras represálias ao seu comportamento vieram em meados de 1963, quando foi transferido do 1º Batalhão de Saúde, no Rio, para o Mato Grosso. Quando do Golpe Militar, teve sua prisão decretada e fugiu. Pelos próximos dois anos viveu na clandestinidade, precisando marcar encontros com sua esposa, Elisabeth Chalupp Soares. Ingressou no Movimento Revolucionário 26 de Março (MR-26). Decidiu vir para o Rio Grande do Sul em janeiro de 1965, com uma promessa de trabalho em Porto Alegre. Na capital gaúcha, o ex-sargento Leony Lopes o apresentou ao então cenógrafo do Auditório Araújo Vianna, Edu Rodrigues, que era informante da polícia política.

## Prisão e morte
Foi preso em 11 de março de 1966, por volta das 16h30, em frente ao Auditório Araújo Vianna por dois sargentos à paisana, Carlos Otto Bock e Nilton Aguiadas, distribuindo panfletos de conteúdo subversivo. Levado ao quartel da 6ª Companhia de Polícia do Exército, passou por interrogatórios e torturas. Posteriormente, foi transferido para o Departamento de Ordem Política e Social do Rio Grande do Sul (DOPS-RS), onde ficou cerca de uma semana incomunicável, sob o comando dos delegados José Morsch, Itamar Fernandes de Souza e Enir Barcelos da Silva. Conforme relatos de outros presos, Manoel era torturado todas as noites, em sessões comandadas por José Morsch. Manoel teria passado pelo pau-de-arara, choques elétricos, espancamentos e queimaduras de cigarros. Em uma carta à esposa, o próprio Manoel apontou o nome de dois de seus torturadores: o primeiro tenente-intendente Luiz Alberto Nunes de Souza e o segundo-sargento Joaquim Athos Ramos Pedroso.
Em 19 de março, foi transferido pelo delegado Itamar Fernandes de Souza para o presídio improvisado na Ilha do Presídio, onde ficou incomunicável. Com a ajuda de carcereiros da penitenciária, porém, conseguiu enviar algumas cartas para sua esposa, relatos essenciais para conhecer o tratamento que recebeu até sua morte. Sem delatar companheiros, no dia 13 de agosto, Manoel foi entregue a funcionários do DOPS. Em uma das sessões de tortura, durante o caldo (quando a pessoa é mergulhada de cabeça para baixo na água e retirado rapidamente, com a sensação de afogamento). Não se sabe se por erro ou intencionalmente, foi submetido a uma sessão mais forte do que poderia aguentar.
O corpo de Manoel, com as mãos amarradas às costas, foi encontrado boiando perto das 17h do dia 24 de agosto de 1966, por dois moradores da Ilha das Flores, João Gomes Peixoto e Leci Ramos Batalha. A identificação só foi feita cinco dias depois. Ele foi sepultado no cemitério São Miguel e Almas.

## Investigação
O caso teve grande repercussão na imprensa, ficando conhecido como Caso das Mãos Amarradas e foram abertas quatro investigações: um inquérito policial, um Inquérito Policial Militar (IPM), a cargo do III Exército, uma investigação do Ministério Público estadual e uma Comissão Parlamentar de Inquérito (CPI) na Assembleia Legislativa gaúcha. A conclusão do IPM foi de que Manoel foi solto em 13 de agosto e depois justiçado, ou seja, eliminado pelos próprios companheiros de luta, em virtude dos depoimentos dados. A promotoria, porém, afirmou que os indícios apontavam para o DOPS. O Ministério Público apontou como responsáveis o major de infantaria Luiz Carlos Menna Barreto, chefe de gabinete da Secretaria de Segurança Pública do Rio Grande do Sul e responsável pelo Dopinha, centro clandestino de tortura em Porto Alegre, o delegado José Morsch, diretor da Divisão de Segurança Política e Social e substituto do titular do DOPS-RS, e os delegados da Polícia Civil Enir Barcelos da Silva e Itamar Fernandes de Souza, este último chefe da Seção de Investigações e Cartório do DOPS-RS. A CPI também responsabilizou Menna Barreto, Morsch e Fernandes de Souza.
A viúva de Manoel, Elizabeth, iniciou em março de 1973 uma ação judicial requerendo a responsabilização da União e de agentes do Estado pela morte de seu marido. Novos nomes foram relacionados ao caso, como o capitão de Infantaria Áttila Rohrsetzer, e também o capitão Luiz Alberto Nunes de Souza, os sargentos Nilo Vaz de Oliveira (vulgo Jaguarão), Ênio Cardoso da Silva, Theobaldo Eugênio Berhens, Itamar de Matos Bones e Ênio Castilho Ibanez.
Em 1978, o tenente reformado da Aeronáutica, Mário Ranciaro fez novas denúncias sobre o Caso das Mãos Amarradas. Conforme Ranciaro, Manoel teria sido levado do DOPS para uma sala do prédio da Secretaria de Segurança Pública, em 13 de agosto, e, à noite, conduzido em um jipe do Exército ao rio Jacuí, onde teria sido assassinado por militares do III Exército e por civis subordinados a Menna Barreto.
Na época, porém, a Justiça decidiu que não havia elementos que pudessem fundamentar a reabertura do caso. Em dezembro de 2000, porém, a 5ª Vara Federal de Porto Alegre deu sentença favorável à viúva, mas a União recorreu. Somente em 12 de setembro de 2005 a indenização foi concedida, com pagamento imediato de pensão vitalícia à viúva, retroativa a 13 de agosto de 1966, com base na remuneração integral de segundo-sargento.
A Comissão Nacional da Verdade concluiu que Manoel morreu em decorrência de ação perpetrada por agentes do Estado brasileiro, com sistemáticas violações dos direitos humanos e recomendando a investigação para identificação e responsabilização dos agentes envolvidos.
Os envolvidos nunca foram punidos.